# Бескиди
Бескидите (на полски: Beskidy; на словашки: Beskydy; на чешки: Beskydy; на украински: Бескиди) e система от планински хребети в Централна Европа, разположена на територията на Полша, Словакия и Чехия, а източните ѝ предели – по границата с Украйна. Простира се между долините на реките Морава и Мизунка.
Цялата система е част от Карпатите и представлява област с дължина 600 km и ширина 50 – 70 km, намираща се на север от Татрите и на изток от Моравия.

## Етимология
Произходът на името Бескиди не е установено със сигурност. Все още не съществува теория, която да е подкрепено от мнозинството езиковеди. Думата се появява в множество планински имена в Карпатите и прилежащите балкански региони, като например албанската bjeshkë. Името на словашки Beskydy се отнася до полската планина Бещади, която не е синоним на цялата планинска система, а само на една планинска верига, която принадлежи към Източните Бескиди. Съгласно друга езикова теория, думата може да бъде свързана с среднодолнонемската beshêt (или beskēt), която означава вододел.
В исторически план, Beschad Alpes Poloniae се споменава за първи път в документ от 1269 г., а в 17 век планинската система е наричана Poloniae Alpe Biesczade, обозначавайки планинските вериги, които разделят Кралство Полша от Рутения и Кралство Унгария.

## География
Като цяло, Бескидите са прорязани от редица котловини и депресии. Типични са успоредните планински вериги. Имат предимно плавен релеф, чиято морфология отразява скалния състав на флишевите формации (пясъчник, конгломерати и илитени шисти).
Разположени са главно по южната граница на Малополша със Северна Словакия, простирайки се към земите на Моравия и Чешка Силезия на запад и Закарпатието на изток. Планинската система образува част от Главния европейски вододел, разделяйки водосборните басейни на Одер и Висла северно от Източнословашката низина.
Най-високата точка на Бескидите е планината Ховерла с височина 2061 m, намираща се в украинската планинска верига Чорнохора.
От геоложка гледна точка, Бескидите са разположени в рамките на Външните Западни и Външните Източни Карпати. На запад те започват от естествения проход Моравск врата, който ги отделя от Източните Судети, после продължават на изток (северно от Татрите) и завършват в Украйна. Източният край на Бескидите е въпрос на спорове. Според по-стари източници, Бескидите завършват при извора на река Тиса, докато в по-новите се посочва, че Бескидите завършват при прохода Ужок на полско-украинската граница.